# Grand Prix automobile de Monaco 2001
GP précédent GP suivant
Le Grand Prix automobile de Monaco 2001 (Grand Prix de Monaco 2001), disputé le 27 mai 2001 sur le circuit de Monaco, est la 670e épreuve du championnat du monde de Formule 1 courue depuis 1950. Il s'agit de la 59e édition du Grand Prix de Monaco, la 48e comptant pour le championnat du monde de Formule 1 et la septième manche du championnat 2001.

## Classement
| Pos. | No | Pilote                | Écurie           | Tours | Temps/Abandon                      | Grille | Points |
| ---- | -- | --------------------- | ---------------- | ----- | ---------------------------------- | ------ | ------ |
| 1    | 1  | Michael Schumacher    | Ferrari          | 78    | 1 h 47 min 22 s 561 (146,882 km/h) | 2      | 10     |
| 2    | 2  | Rubens Barrichello    | Ferrari          | 78    | + 0 s 431                          | 4      | 6      |
| 3    | 18 | Eddie Irvine          | Jaguar-Ford      | 78    | + 30 s 698                         | 6      | 4      |
| 4    | 10 | Jacques Villeneuve    | BAR-Honda        | 78    | + 32 s 454                         | 9      | 3      |
| 5    | 4  | David Coulthard       | McLaren-Mercedes | 77    | + 1 tour                           | 1      | 2      |
| 6    | 22 | Jean Alesi            | Prost-Acer       | 77    | + 1 tour                           | 11     | 1      |
| 7    | 8  | Jenson Button         | Benetton-Renault | 77    | + 1 tour                           | 17     |        |
| 8    | 14 | Jos Verstappen        | Arrows-Asiatech  | 77    | + 1 tour                           | 19     |        |
| 9    | 15 | Enrique Bernoldi      | Arrows-Asiatech  | 76    | + 2 tours                          | 20     |        |
| 10   | 17 | Kimi Räikkönen        | Sauber-Petronas  | 73    | + 5 tours                          | 15     |        |
| Abd. | 5  | Ralf Schumacher       | Williams-BMW     | 57    | Panne électrique                   | 5      |        |
| Abd. | 20 | Tarso Marques         | Minardi-European | 56    | Transmission                       | 22     |        |
| Abd. | 21 | Fernando Alonso       | Minardi-European | 54    | Boîte de vitesses                  | 18     |        |
| Abd. | 11 | Heinz-Harald Frentzen | Jordan-Honda     | 49    | Accident                           | 13     |        |
| Abd. | 7  | Giancarlo Fisichella  | Benetton-Renault | 43    | Accident                           | 10     |        |
| Abd. | 12 | Jarno Trulli          | Jordan-Honda     | 30    | Panne hydraulique                  | 8      |        |
| Abd. | 23 | Luciano Burti         | Prost-Acer       | 24    | Boîte de vitesses                  | 21     |        |
| Abd. | 19 | Pedro de la Rosa      | Jaguar-Ford      | 18    | Panne hydraulique                  | 14     |        |
| Abd. | 3  | Mika Häkkinen         | McLaren-Mercedes | 15    | Direction                          | 3      |        |
| Abd. | 9  | Olivier Panis         | BAR-Honda        | 13    | Direction                          | 12     |        |
| Abd. | 6  | Juan Pablo Montoya    | Williams-BMW     | 2     | Sortie de piste                    | 7      |        |
| Abd. | 16 | Nick Heidfeld         | Sauber-Petronas  | 0     | Collision                          | 16     |        |

## Pole position et record du tour
- Pole position : David Coulthard en 1 min 17 s 430 (vitesse moyenne : 156,683 km/h).
- Meilleur tour en course : David Coulthard en 1 min 19 s 424 au 68e tour (vitesse moyenne : 152,750 km/h).

## Tours en tête
- Michael Schumacher : 73 (1-54 / 60-78)
- Rubens Barrichello : 5 (55-59)

## Statistiques
- 48e victoire pour Michael Schumacher.
- 139e victoire pour Ferrari en tant que constructeur.
- 139e victoire pour Ferrari en tant que motoriste.
- 1er podium pour Jaguar Racing.